# Блоа (Лоар и Шер)
Блоа (фр. Blois) је насељено место у Француској у региону Центар, у департману Лоар и Шер.
По подацима из 2011. године у општини је живело 46.390 становника, а густина насељености је износила 1238,39 становника/km².
- Види још: дворац Блоа

## Демографија
| 1962.  | 1968.  | 1975.  | 1982.  | 1990.  | 2011.  |
| ------ | ------ | ------ | ------ | ------ | ------ |
| 33.838 | 42.264 | 49.778 | 47.243 | 49.318 | 46.390 |